# Camponotus consobrinus
Camponotus consobrinus é uma espécie de inseto do gênero Camponotus, pertencente à família Formicidae.